# محمد علي الطاهر

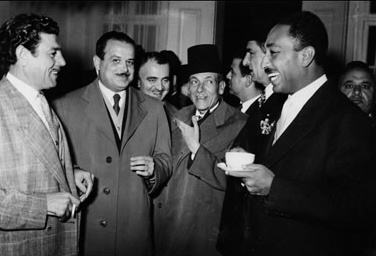
من اليمين إلى اليسار: الرئيس المصري أنور السادات عندما كان الأمين العام للمؤتمر الإسلامي العالمي في بيروت، وعضو البرلمان اللبناني صلاح البزر، والصحفي محمد علي الطاهر، ومدحت فتفت سفير لبنان لدى مصر، والأمير فريد شهاب مدير الأمن العام اللبناني، والصحفي العراقي يونس بحري، في المؤتمر الإسلامي المنعقد في بيروت عام 1955

محمد علي الطاهر (وكنيته أبو الحسن) هو كاتب، وصحفي فلسطيني، ولد في نابلس عام 1896، وتلقى تعليمه الأساسي فيها. وقد عمل صحافيًا في أكثر من جريدة، منها جريدة فتى العرب التي كانت تصدر في يافا، وجريدة سوريا الجنوبية التي كانت تصدر في القدس. تولّى الطاهر مديرية البرق، والبريد في مدينة نابلس، ثم انتقل بعدها إلى القاهرة عام 1920، وقد كان الطاهر من أوائل الصحفيين الذين حذروا من نية الانتداب البريطاني إنشاء دولة يهودية في فلسطين. ولقد توفي الطاهر في بيروت عام 1974.

## جريدة الشورى
أسس الطاهر جريدة الشورى عام 1924، وقد كانت تصدر أسبوعيًا في القاهرة. جريدة الشورى تعتبر من أشهر الصحف العربية التي كانت تصدر في بداية القرن العشرين، وهي صحيفة سياسية، تبحث في شؤون فلسطين، وسوريا، ولبنان، وشرق الأردن. وبسبب سياسات الجريدة، تم منع نشرها في الدول العربية. وبعدها سحبت السلطات المصرية ترخيص الجريدة عام 1931، واضطر بعد ذلك الطاهر إلى إلغاء نشر الجريدة.

## الاعتقال
اعتقل الطاهر 4 مرات، وقد كانت معظم أسباب الاعتقال هي بسبب آراءه الصحفية المناهضة للاستعمار. اعتقل أول مرة لمدة سنتين في معتقل الجيزة عام 1915، والمرة الثانية كانت عام 1925، والمرة الثالثة كانت عام 1940، وتمكن الطاهر من الهرب، حتى صدر عفو من وزارة النحاس باشا، والمرة الأخيرة كانت عام 1949 في معتقل هاكستب الشهير في القاهرة.

## وفاته
توفي عام 1974 في بيروت ودفن في مقبرة الشهداء فيها بجنازة عسكرية فلسطينية حضرها مسؤولون لبنانيون وعرب، ورئيس منظمة التحرير الفلسطينية ياسر عرفات.

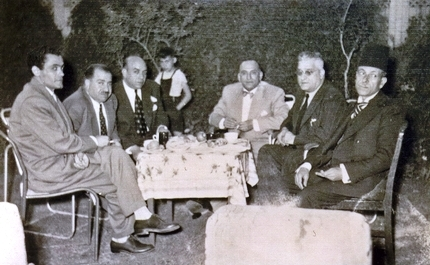
وجـه البرلمان العراقي الدعوة لمحمد علي الطاهر لزيارة العراق عام 1953 وقد أخذت الصورة خلال إحدى الحفلات التي أقيمت لتكريمه في بغداد
من اليمين إلى اليسار: محمد علي الطاهر - ثلاث مدعوين غير معروفي الاسم - صبي غير معروف الاسم - الدكتور محمد حسن سلمان، وزير الصحة - الدكتور علي الصافي

## أوسمة
مُنح الطاهر عدة أوسمة منها وسام القدس للثقافة والفنون والآداب عام 1990 من قبل منظمة التحرير الفلسطينية عام 1990. ووسام الاستقلال التونسي، ووسام العرش المغربي.

## وصلات خارجية
- الموقع الرسمي